# Lilou Graciet
Pour les articles homonymes, voir Graciet.
Pas d'image ? Cliquez ici

a Compétitions nationales et continentales officielles uniquement.

b Matchs officiels uniquement.
Lilou Graciet, née le 26 février 2004, est une joueuse internationale française de rugby à sept et à XV, où elle occupe le poste de centre ou de demi d'ouverture.

## Parcours et palmarès sportif
Lilou Graciet naît le 26 février 2004. Enfant, elle joue à Gabarret dans les Landes, suivant les traces de son grand-frère évoluant à Pouillon, puis au pôle espoirs de Bayonne. Quand l'équipe de l'AS Bayonne fait faillite, elle rejoint le Lyon olympique universitaire.
Elle est sélectionnée pour la première fois en équipe de France féminine de rugby à sept en septembre 2022, qui remporte la médaille de bronze au Cap. Lors de cette compétition, elle est élue « Révélation de l'année » par World Rugby,
En février 2023 elle est sélectionnée dans le groupe de 40 joueuses pour la préparation du Tournoi des Six Nations et est confirmée un mois plus tard dans le groupe définitif.